# Tondemo Skill de Isekai Hōrō Meshi
Tondemo Skill de Isekai Hōrō Meshi (jap. とんでもスキルで異世界放浪メシ) ist eine japanische Online-Romanreihe von Ren Eguchi, die seit 2016 erscheint und in mehrere andere Medien umgesetzt wurde. Adaptionen als Manga und Anime wurden international als Campfire Cooking in Another World with My Absurd Skill bekannt. Die Isekai-Geschichte dreht sich um die Abenteurer eines in eine Fantasy-Welt beschworenen Japaners, der die Fähigkeit erhalten hat, aus einem Online-Supermarkt in diese fremde Welt bestellen zu können.

## Inhalt
Als durchschnittlicher Angestellter ist der 27 Jahre alte Tsuyoshi Mukōda (向田剛志) im modernen Japan nicht besonders auffällig, außer dass er ein geschickter Koch ist. Doch als er in eine andere Welt beschworen wird, erhält er übernatürliche Fähigkeiten, wie es dort für als Held herbeibeschworene üblich ist. Seine Fähigkeit besteht jedoch nur darin, die Bestellseite eines Supermarktes aufrufen zu können. Da neben ihm auch drei in Kampfkünsten und Magie gut ausgestattete Helden herbeigerufen wurden, wird Mukōda vom König mit etwas Schweigegeld ausgestattet und aus seinen Pflichten entlassen. Die anderen genügen, um gegen die Monster zu kämpfen, die das Reich bedrohen. Mukōda will nun möglichst bald das Land verlassen, um nicht in Konflikte verwickelt zu werden, denn die Königsfamilie und der Hof sahen verdächtig protzig aus. Also begibt er sich mit dem Schutz einer Abenteurergruppe auf den Weg ins Nachbarland. Mit der Zeit lernt er, wie nützlich seine Fähigkeit ist, denn alles Bestellte erscheint sogleich in Paketen neben ihm und das Angebot seines Supermarktes ist groß und günstig. So kann er sich und seine Beschützer leicht mit wohlschmeckenden Mahlzeiten versorgen. Auf dem Weg zur Grenze wird so auch ein Fenrir auf ihn aufmerksam. Auch das gefräßige Wolfsmonster will von Mukōda bekocht werden und schließt einen Vertrag mit ihm ab. Das mächtige Monster, das er auf den Namen Fel tauft, wird so zu seinem ständigen Begleiter.
Auch im Nachbarland will Mukōda lieber nicht an einem Ort bleiben. Er tritt der Händler- und der Abenteurergilde bei und will als fahrender Händler die ihm noch fremde Welt bereisen und besser kennenlernen. Er hat bereits gelernt, dass andere besser nichts von seinen Fähigkeiten erfahren. Denn auch seine Fähigkeit zur Bewertung der Kräfte anderer Wesen oder ein magischer Raum, in den er etliche Dinge verstauen und überall wieder hervorziehen kann, haben nur wenige und können ihn zur Zielscheibe machen. Fel als mächtiges Monster und entsprechend fähiger Jäger bringt ihm immer neue und wertvolle Beute – und der Vielfraß will von Mukōda mit dem erjagten Fleisch und den Leckereien aus dem Supermarkt bekocht werden. Der Zugang zu diesen verschafft Mukōda bald auch den Schutz der Windgottheit, die ähnlich verfressen ist wie Fel und für die regelmäßige Opfergabe von Süßspeisen ihm ihren Schutz bietet. Außerdem stößt auf den Reisen ein niedliches kleines Schleimmonster zu den beiden, das von dem Jungen Mann aufgenommen und aufgezogen wird.

## Veröffentlichungen
Die Geschichte wurde von Ren Eguchi zunächst als Fortsetzungsroman auf der Online-Plattform Shōsetsuka ni Narō herausgegeben. Dort startete sie im Januar 2016 und wird noch heute fortgesetzt. Eine Umsetzung als Light Novel mit Illustrationen von Masa wird seit November 2016 vom Verlag Overlap veröffentlicht. Davon erschienen bisher 14 Bände. Im ersten Halbjahr 2023 stand die Reihe mit 121.000 Verkäufen auf Platz 10 der meistverkauften Light Novels. Bei J-Novel Club wird eine englische Übersetzung der Light Novel herausgegeben.
Die Serie wurde auch in Form von zwei Manga-Serien adaptiert. Am 24. März 2017 startete im Magazin Comic Gardo, ebenfalls bei Overlap. Diese wird von K Akagishi umgesetzt und erschien bisher auch in elf Sammelbänden (Stand Juli 2025). Band 2 verkaufte sich über 50.000 Mal in den ersten beiden Wochen, Band 3 über 72.000 Mal. Ein Ableger mit dem Titel Tondemo Skill de Isekai Hōrō Meshi: Sui no Daibōken (とんでもスキルで異世界放浪メシ スイの大冒険) startete am 24. August 2018 im gleichen Magazin. Diese Serie wird gezeichnet von Momo Futaba und wurde auch in bisher sieben Sammelbänden herausgegeben. Beide Manga-Serien erscheinen in englischer Übersetzung bei J-Novel Club.

## Adaption als Anime
Eine Umsetzung der Romanreihe als Anime für das japanische Fernsehen entstand bei Studio MAPPA. Das Drehbuch von Michiko Yokote wurde unter der Regie von Kiyoshi Matsuda umgesetzt. Das Charakterdesign entwickelte Nao Ōtsu und die künstlerische Leitung lag bei Hisako Akagi. Die Tonarbeiten leitete Kisuke Koizumi und für die Kameraführung war Saho Sawada verantwortlich.
Der Anime wurde erstmals im Oktober 2022 angekündigt. Die 12 Folgen mit je 23 Minuten Laufzeit wurden vom 11. Januar bis 29. März 2023 von TV Tokyo gezeigt. Parallel erfolgte die internationale Veröffentlichung per Streaming auf der Plattform Crunchyroll. Das Angebot umfasst Synchronfassungen in Spanisch und Portugiesisch und Untertitel unter anderem auf Deutsch und Englisch.

### Synchronisation
| Rolle           | japanischer Sprecher (Seiyū) |
| --------------- | ---------------------------- |
| Tsuyoshi Mukōda | Yūma Uchida                  |
| Fel             | Satoshi Hino                 |
| Sui             | Hina Kino                    |
| Ninrir          | Maaya Uchida                 |
| Rusalka         | Saho Shirasu                 |
| Agni            | Yō Taichi                    |
| Kishar          | Yuko Kaida                   |

### Musik
Die Musik der Serie wurde komponiert und eingespielt von Kana Utatane, Kuricorder Quartet und Masato Kōda. Das Vorspannlied ist Zeitaku na Saji von Van de Shop und für den Abspann verwendete man das Lied Happy-go-Journey von Yūma Uchida.